# Мери Елизабет Фрай
Мери Елизабет Фрай (на английски: Mary Elizabeth Frye) е американка, станала известна в края на 1990-те със стихотворението си „Не стой на гроба ми и не плачи“ (на английски: Do not stand at my grave and weep), написано през 1932 година и добило междувременно огромна популярност в САЩ и Великобритания като анонимна творба.

## Биография
Мери Елизабет Фрай е родена през 1905 година в Дейтън, Охайо. На тригодишна възраст осиротява и на 12 години се мести да живее в Балтимор. Там през 1927 година се жени за Клод Фрай, който имал шивашки бизнес, докато тя самата отглеждала и продавала цветя. Била страстна читателка със забележителна памет. Доживява до 98-годишна възраст.

## „Не стой на гроба ми и не плачи“
Първото и най-известното стихотворение на Фрай е от 1932 година – дванадесетостишието „Не стой на гроба ми и не плачи“. Повод за написване на стихотворението ѝ дава младата германка от еврейски произход Маргарет Шварцкопф, която известно време преди годежа си живее заедно със семейството на Мери и Клод. Маргарет била загрижена за болната си майка в Германия, но била предупредена да не се връща в родината, поради засилващите се антисемитски настроения в Германия. Когато по-късно майката починала, Маргарет съкрушена споделила с Мери, че никога нямала възможността да застане пред гроба на майка си и да пролее сълзите си. В изблик на съчувствие Мери Фрай веднага написва стихотворението на попаднала в ръцете ѝ кафява хартиена пазарска торбичка.
В кръга на най-близките на Мери Фрай стихотворението толкова се харесало, че тя го преписвала в много екземпляри и им го подарявала лично. Никога не го е публикувала и не е запазвала авторските си права над него. В последващия период от почти 60 години след написването си, стихотворението става много популярно, тъй като е често четено на погребения и при други подходящи поводи. При това устно разпространение обаче информацията за автора му се загубва. То присъства в много антологии с американска поезия като анонимна творба, включително и такива издадени след като самоличността на авторката му е доказана през 1998 година.
През 1995 година по повод Деня на националната поезия, британската телевизионна програма „Книжният червей“ провежда допитване, за да установи кои са любимите стихотворения на британците, и впоследствие публикува в книга избраните от публиката стихове. В предговора на книгата пише, че „Не стой на гроба ми и не плачи“ е „неочакваният поетичен успех на годината“; стихотворението "провокира изключителна реакция… молби за включването му в конкурса започнаха да валят моментално и през следващите седмици общо около тридесет хиляди гласа бяха подадени за него. В известен смисъл, това стихотворение беше „упълномощено“ да стане любимото стихотворение на нацията, въпреки че беше извън конкурса." Този отзив е допълнително по-забележителен от факта, че името и националността на американката Фрай към този момент продължават да са неизвестни.
Претенденти за авторство над стихотворението има много, включително и то е смятано, че е част от американската фолклорна поетична традиция и молитва при погребение, изпълнявана от навахите. Авторството е приписвано е на Дж. Т. Уигинс, Мариан Райнхардт, Стивън Къминс, както и на един британски войник, убит при бомбардировка в Северна Ирландия, сред чиито вещи родителите му откриват препис на стихотворението. Самоличността на авторката е установена през 1998 година, благодарение на проучване на журналистката Абигейл ван Бюрен.
Съществуват голям брой производни версии на стихотворението, части от него са включвани в различни песни и филми.